# Leszek Piskorz
Leszek Piskorz (ur. 14 maja 1947 w Krakowie) – polski aktor teatralny, filmowy i telewizyjny, pedagog.

## Życiorys
Absolwent VIII Liceum Ogólnokształcącego im. Stanisława Wyspiańskiego w Krakowie z 1965. W 1970 ukończył Państwową Wyższą Szkołę Teatralną im. Ludwika Solskiego w Krakowie. Związał się ze Starym Teatrem im. Heleny Modrzejewskiej, w którym w ciągu 25 lat pracy zawodowej zagrał ok. 70 ról. Występował również w Teatrze Telewizji, serialach i filmach. Ma także osiągnięcia reżyserskie. Jest profesorem PWST w Krakowie oraz Szkoły Teatralnej przy Uniwersytecie Wisconsin of Milwaukee w Stanach Zjednoczonych.
Ojciec aktorki Małgorzaty Piskorz.

## Filmografia
- 1968: Stawka większa niż życie – Polak, człowiek Tomali (odcinek 16)
- 1972: Wesele – Staszek
- 1974: Opowieść w czerwieni – Pracz
- 1975: Dulscy – Janek, starający się o rękę Hanki
- 1975: Noce i dnie – pan Kazimierz, gość na balach u Ładów
- 1976: Próba ciśnienia – Leszek, kolega Andrzeja
- 1977: Noce i dnie – pan Kazimierz (odcinek 2)
- 1978: Sowizdrzał świętokrzyski – kościelny Furkoć
- 1978: Ślad na ziemi – brygadzista Paterek (odcinek 6)
- 1979: Zielone lata – Czesiek, przyjaciel Józka
- 1980: Z biegiem lat, z biegiem dni… – Zbyszko Dulski, syn Anieli i Felicjana
- 1981: Z dalekiego kraju – gestapowiec w Oświęcimiu
- 1982: Blisko, coraz bliżej – bojówkarz niemiecki (odcinek 8)
- 1982: Do góry nogami – ojciec Karola
- 1982: Odlot – Bolek Dąbek, sąsiad Michalskich, pracownik FSM
- 1983: Ostrze na ostrze – Stogniew Zgurski, brat Konstancji
- 1984: Alabama – znajomy Anny wynajmujący Bożenie mieszkanie
- 1984: Rycerze i rabusie – Stogniew Zgurski, brat Konstancji (odcinek 7)
- 1985: Dłużnicy śmierci – „Rudy”, aresztant w Strzekocinach, brat „Groma"
- 1985: Zdaniem obrony – Stanek, człowiek Dobruckiego
- 1986: Blisko, coraz bliżej – NSDAP-owiec Gerhard Kulewik
- 1987: Śmierć Johna L. – listonosz
- 1988: Chichot Pana Boga – mężczyzna podkładający bombę pod samochód Sandry
- 1988: Crimen – szlachcic Świrski
- 1988: Gwiazda Piołun – mężczyzna rozmawiający z bohaterem w lokalu
- 1989: Oko cyklonu – Jan Markowski, wysłannik Londynu
- 1994: Legenda Tatr – leśniczy
- 1994: Śmierć jak kromka chleba – górnik
- 1996: Ekstradycja 2 – członek zarządu „Geobanku” (odcinek 8)
- 1996: Podróż do śmierci – chłop, u którego znaleziono wrak samochodu
- 1997: Sława i chwała – Fibich, ogrodnik w majątku Myszyńskiego
- 1999: Przygody dobrego wojaka Szwejka – Bretschneider
- 2004: Czwarta władza – Franciszek Dobrowwolski, oficer UOP
- 2004: Na dobre i na złe – Tadeusz Drabik (odcinek 186)
- 2004: Cudownie ocalony – Dendys, dyrektor PGR
- 2004: Pręgi jako proboszcz
- 2004: Długi weekend – „Dziadek"
- 2005: Barbórka – dyrektor kopalni
- 2006: Oficerowie – lobbysta Sławomir Koryto (odcinki 5, 10, 12 i 13)
- 2007: Futro – Henryk Makowiecki, mąż Ireny
- 2007: Katyń – ksiądz
- 2007: Taxi A – wspólnik
- 2008: Drzazgi – ojciec Marty
- 2008: Kryminalni – Wiesław Mikosz (odcinek 90)
- 2008: Ojciec Mateusz – profesor Rudkiewicz (odcinek 2)
- 2009: Czas honoru – Sowiński (odcinek 15)
- 2009: Popiełuszko. Wolność jest w nas – mecenas Edward Wende, adwokat hutników
- 2009: Zwerbowana miłość – Sulimowicz
- 2010: Joanna – ojciec Joanny
- 2012−2013: Lekarze – były ordynator ginekologii
- 2013: Prawo Agaty – Tadeusz Bereda (odc. 48)

## Odznaczenia i nagrody
- Złoty Medal „Zasłużony Kulturze Gloria Artis” (2025)[1][2]
- Srebrny Medal „Zasłużony Kulturze Gloria Artis” (2011)[1][3]
- „Złoty Laur” – nagroda Krakowskiej Filii Fundacji Kultury Polskiej za mistrzostwo w sztuce aktorskiej (2001)
- Nagroda na XII Kaliskich Spotkaniach Teatralnych w Kaliszu za rolę Arlekina w spektaklu Łgarz (1982)
- Nagroda na XXVII KST w KAliszu za rolę w spektaklu Wiośna Narodów w cichym zakątku (1987)